# The Way We Weren’t
«The Way We Weren’t» (рус. Какими мы не были) — двадцатая серия 15-го сезона мультериала «Симпсоны».

## Сюжет
Когда Гомер и Барт борются за бутылку с пивом, которую Барт использует для игры в «Бутылочку» в домике на дереве, Мардж устраивает семейный суд Симпсонов, который проводится в гостиной с Лизой, председательствующей в качестве судьи. Барт спрашивает отца, не поцеловал ли он девушку в возрасте десяти лет. Однако, когда Мардж говорит, что первый поцелуй Гомера был с ней в старшей школе, последний признается, что это был не его первый поцелуй. Гомер вспоминает, что, когда ему было 10 лет, он отправился в лагерь для малоимущих мальчиков, где Гомер познакомился с Ленни, Карлом и в качестве советника Мо (хотя на самом деле родители просто бросили его в лагере). Оказалось, что по вечерам летний лагерь больше похож на тюрьму, поскольку они должны были работать в качестве слуг на кухне в лагере для девочек через озеро, потому что из-за судебных процессов родителей лагерь для девочек не могли позволить себе посудомоечные машины. Гомер нашёл фиксатор и вернул его девушке, которая потеряла её, хотя он не мог её видеть (они были разделены кухонной стеной). Она попросила Гомера увидеть её позже той ночью. Он сделал это, хотя из-за несчастного случая с переключающим клинком у него была повязка на глазу. Гомер рассказывает детям, что она самая красивая девушка, с которой он когда-либо встречался, пока не встретил их мать. Однако Мардж удивляет всех, признавая, что она была той девушкой, с которой познакомился Гомер, и что если бы она знала, что Гомер был тем мальчиком, она бы никогда не вышла за него замуж. Мардж объясняет свою историю, заявив, что она была с Пэтти и Сельмой, Хелен Лавджой, Луанн Ван Гутен и Куки Кван в своём лагере. Она влюбилась в мальчика, который сделал ей услугу, но другие девушки смеялись над его именем, которое по совпадению похоже с «Большим Уродливым Гомером», заставляя Гомера сказать ложное имя «Элвис Джаггер Абдул-Джаббар».
Чтобы приготовиться к свиданию, Мардж гладила свои волосы, чтобы сделать их прямыми, но случайно сожгла их, сделав коричневыми, этим она объясняет, почему Гомер не узнал ее в старшей школе. Она встретила Гомера, и после долгого неловкого момента самосознания для обоих они наконец поцеловались, что привело к тому, что они мечтали о том, чтобы оказаться в воображаемом раю (оба одинаково красочные, хотя рай Мардж — это фантастическая сказка, в то время как Гомер — мрачен, немного смешной, полон конфет и Гомер пожирает все живое, что он видит впереди). Они согласились, что следующей ночью они снова встретятся, но Гомер не пришел за Мардж, которая ждала всю ночь и ушла утром, глубоко опечаленной. Мардж упоминает, что из-за того мальчика она не могла больше доверять другим мужчинам. Затем Гомер рассказывает свою версию событий, объясняя, почему он не появился. Он утверждает, что сразу после даты, в течение которой он дал Мардж в виде сердечного камня, который он нашёл, он был так ошеломлён блаженством, что случайно упал с обрыва в озеро и поплыл в лагерь для толстых, в котором в качестве его участников принимали участие мэр Куимби, шеф Виггам и продавец комиксов. Его ловит инструктор лагеря, который не различает мальчиков, которые дрейфуют в лагерь, и реальных участников.
Пока Гомер был в ловушке в лагере для толстых, опустошённая Мардж решила покинуть свой лагерь и бросила камень, который он дал ей, сломав его на две части. Гомеру удалось сбежать и отправиться в лагерь Мардж, но она ушла всего за несколько секунд до его прибытия, в результате чего Гомера подвергали сексуальным домогательствам Пэтти и Сельма. Несмотря на то, что он знает правду, Мардж впадает в депрессию по поводу того, что произошло тридцать лет назад, и думает, что Гомер не заботился о ней. Однако Гомер доказывает, что он действительно заботился о ней в течение многих лет после даты, показывая ей кусок сломанной скалы, которую он нашёл. Приятно удивлённая, Мардж показывает, что она сохранила другую часть (хотя и по причине напоминать ей о жестоких вещах, которые могут сделать мужчины) и забывает о прошлом. Затем двое складывают свои части камня вместе, чтобы сформировать сердце и поцеловаться, пока свет не угасает.

## Культурные отсылки
- Название эпизода отсылается к фильму 1973 года «Встреча двух сердец» (англ. "The Way We Were"). Аналогичным образом, двенадцатый эпизод второго сезона был назван «The Way We Was»[1].
- Лагеря Гомера и Мардж — отсылка к лагерям из ситкома 1960-х «Camp Runamuck», который сосредоточился на лагере для непривилегированных детей и еще одном совершенно другом лагере для девочек.
- Когда Гомеру нужно пересечь реку, чтобы встретить Мардж до своей даты, он смотрит между водой и соседней гребной лодкой и заявляет: «Хм … Это скандал с уходом … и это мое право выбирать».
- Ближе к концу, когда Гомер рылся в своей коробке памяти, он находит письмо от своего «старого друга по переписке». Затем он говорит: «Когда-нибудь, я напишу тебе, Усама».
- Когда Гомер показывает Мардж свою половину сердца, он говорит, что он поставил его рядом со своим инвентарем IBM.
- Морской капитан поет стих из песни Kingston Trio 1958 года «Tom Dooley». Он также содержит хитовую песню The Turtles под названием «Happy Together», которая позже появляется в фильме «Симпсоны в кино».
- В своих воспоминаниях Мардж рассказывает Гомеру о том, что ей нравится Parliament, а не Funkadelic. Это отсылка к тому, что фронт-меном обоих был музыкант Джордж Клинтон.
- Сцена, изображающая Гомера и его друзей, убежавших на велосипеде с десантного реактивного самолета, является отсылкой на аналогичную ситуацию, связанную с подростком Арт Цуком во время событий инцидента Планёра Гимли в 1983 году.

## Отношение критиков и публики
Во время премьеры на канале Fox эпизод был просмотрен 6,2 миллионами человек, делая его наименее наблюдаемым эпизодом первых 15 сезонов.
Эпизод был номинирован на премию «Эмми» в категории «Лучшая анимационная программа (менее одного часа)».